# Copa do Brasil de Futebol Feminino 2014
Der Wettbewerb um die Copa do Brasil Feminino 2014 war die achte Austragung des nationalen Verbandspokals im Frauenfußball der Confederação Brasileira de Futebol (CBF) in Brasilien. Pokalsieger wurde die Associação Ferroviária de Esportes aus Araraquara im Bundesstaat São Paulo.

## Modus
Der Wettbewerb wurde in einem Rundenturnier ausgetragen, den die teilnehmenden zweiunddreißig Vereine im K.-o.-System bestreiten mussten. Jede Runde wurde ein Hin- und Rückspiel gespielt, in denen die Auswärtstorregelung galt. Hatte aber eine Gastmannschaft das Hinspiel mit einer Differenz von mindestens drei Toren gewonnen, ist das Rückspiel zu ihren Gunsten entfallen. Dies galt nur für die ersten zwei Runden.

## Teilnehmende Vereine
| Bundesstaat         | Verein             | Qualifikation                     |
| ------------------- | ------------------ | --------------------------------- |
| Acre                | AD Assermurb       | Gewinner des Auswahlturniers 2013 |
| Alagoas             | UD Alagoana        | Staatsmeisterschaft 2013: 1.      |
| Amapá               | Santana EC         | Staatsmeisterschaft 2013: 1.      |
| Amazonas            | EC Iranduba        | Staatsmeisterschaft 2013: 1.      |
| Bahia               | São Francisco EC   | Staatsmeisterschaft 2013: 1.      |
| Bahia               | EC Bahia           | Staatsmeisterschaft 2013: 2.      |
| Ceará               | Caucaia EC         | Staatsmeisterschaft 2013: 1.      |
| Distrito Federal    | Capital CF         | Distriktmeisterschaft 2013: 1.    |
| Espírito Santo      | Comercial-ES       | Staatsmeisterschaft 2013: 1.      |
| Goiás               | Clube Jaó          | Staatsmeisterschaft 2013: 1.      |
| Maranhão            | EC Viana           | Staatsmeisterschaft 2013: 1.      |
| Mato Grosso         | Mixto EC           | vom Verband nominiert             |
| Mato Grosso do Sul  | Comercial-MS       | Staatsmeisterschaft 2013: 1.      |
| Minas Gerais        | Neves FC           | Staatsmeisterschaft 2013: 1.      |
| Pará                | Tuna Luso          | Staatsmeisterschaft 2013: 1.      |
| Pará                | AA ESMAC           | Staatsmeisterschaft 2013: 2.      |
| Paraíba             | Botafogo FC (PB)   | Staatsmeisterschaft 2013: 1.      |
| Paraná              | Foz Cataratas FC   | Staatsmeisterschaft 2013: 1.      |
| Pernambuco          | Acadêmica Vitória  | Staatsmeisterschaft 2013: 1.      |
| Pernambuco          | Sport Recife       | Staatsmeisterschaft 2013: 2.      |
| Piauí               | SE Picos           | Staatsmeisterschaft 2013: 1.      |
| Rio de Janeiro      | CR Vasco da Gama   | Staatsmeisterschaft 2013: 1.      |
| Rio de Janeiro      | Duque de Caxias FC | Staatsmeisterschaft 2013: 2.      |
| Rio Grande do Norte | Monamy FC          | Staatsmeisterschaft 2013: 1.      |
| Rio Grande do Sul   | CER Atlântico      | Staatsmeisterschaft 2013: 1.      |
| Rondônia            | EC Espigão         | Staatsmeisterschaft 2013: 1.      |
| Roraima             | São Raimundo EC    | vom Verband nominiert             |
| Santa Catarina      | AE Kindermann      | Staatsmeisterschaft 2013: 1.      |
| São Paulo           | Ferroviária        | Staatsmeisterschaft 2013: 1.      |
| São Paulo           | São José EC        | Staatsmeisterschaft 2013: 2.      |
| São Paulo           | Rio Preto EC       | Staatsmeisterschaft 2013: 3.      |
| Sergipe             | ---                | ---                               |
| Tocantins           | AA Estrela Real    | Staatsmeisterschaft 2013: 1.      |

## Erste Runde
Spielaustragungen zwischen dem 29. Januar und 9. Februar 2014.
|                  | Gesamt |                    | Hinspiel | Rückspiel |
| ---------------- | ------ | ------------------ | -------- | --------- |
| Monamy FC        | 0:8    | São Francisco EC   | 0:8      | ---       |
| SE Picos         | 12:00  | Comercial-MS       | 5:0      | 7:0       |
| Foz Cataratas FC | 0:3    | São José EC        | 0:3      | ---       |
| AA Estrela Real  | 0:6    | Rio Preto EC       | 0:6      | ---       |
| CER Atlântico    | 2:7    | AE Kindermann      | 2:7      | ---       |
| AD Assermurb     | 0:6    | Caucaia EC         | 0:6      | ---       |
| São Raimundo EC  | 0:3    | EC Viana           | 0:0      | 0:3       |
| Ferroviária      | 22:00  | UD Alagoana        | 14:0     | 8:0       |
| EC Espigão       | 0:6    | EC Iranduba        | 0:1      | 0:5       |
| Clube Jaó        | 3:4    | AA ESMAC           | 1:2      | 2:2       |
| Neves FC         | 4:2    | Capital CF         | 2:0      | 2:2       |
| Mixto EC         | 0:5    | Duque de Caxias FC | 0:1      | 0:4       |
| EC Bahia         | 2:7    | Sport Recife       | 1:2      | 1:5       |
| Santana EC       | 3:7    | Tuna Luso          | 3:5      | 0:2       |
| Comercial-ES     | 1:5    | CR Vasco da Gama   | 1:5      | ---       |
| Botafogo FC (PB) | 0:1    | Acadêmica Vitória  | 0:0      | 0:1       |

## Zweite Runde
Spielaustragungen zwischen dem 12. und 20. Februar 2014.
|                  | Gesamt |                    | Hinspiel | Rückspiel |
| ---------------- | ------ | ------------------ | -------- | --------- |
| Rio Preto EC     | 3:3    | São José EC        | 3:2      | 0:1       |
| Tuna Luso        | 4:2    | Caucaia EC         | 4:1      | 0:1       |
| SE Picos         | 4:3    | Duque de Caxias FC | 2:0      | 2:3       |
| Ferroviária      | 15:00  | Sport Recife       | 11:0     | 4:0       |
| CR Vasco da Gama | 3:4    | AE Kindermann      | 1:1      | 2:3       |
| EC Iranduba      | 2:5    | São Francisco EC   | 1:3      | 1:2       |
| Neves FC         | 1:2    | AA ESMAC           | 0:1      | 1:1       |
| EC Viana         | 2:4    | Acadêmica Vitória  | 2:1      | 0:3       |

## Viertelfinale
Spielaustragungen zwischen dem 22. Februar und 5. März 2014.
|                   | Gesamt |               | Hinspiel | Rückspiel |
| ----------------- | ------ | ------------- | -------- | --------- |
| Acadêmica Vitória | 5:5    | Tuna Luso     | 3:1      | 2:4       |
| São Francisco EC  | 3:7    | Ferroviária   | 3:2      | 0:5       |
| São José EC       | 3:2    | AE Kindermann | 3:2      | 0:0       |
| SE Picos          | 4:0    | AA ESMAC      | 1:0      | 3:0       |

## Halbfinale
Spielaustragungen zwischen dem 19. und 23. März 2014.
|                   | Gesamt |             | Hinspiel | Rückspiel |
| ----------------- | ------ | ----------- | -------- | --------- |
| Acadêmica Vitória | 1:2    | São José EC | 0:1      | 1:1       |
| SE Picos          | 0:5    | Ferroviária | 0:2      | 0:3       |

## Finale

### Hinspiel
| Ferroviária                                                    | Ferroviária | São José EC | São José EC |
| -------------------------------------------------------------- | --- | --- | ----------- |
| Ferroviária                                                    | \| 30. März 2014 in Araraquara (Estádio Doutor Adhemar de Barros) \| \| Ergebnis: 1:0 (0:0) \| \| Schiedsrichter: Edilar Ferreira \| | \| 30. März 2014 in Araraquara (Estádio Doutor Adhemar de Barros) \| \| Ergebnis: 1:0 (0:0) \| \| Schiedsrichter: Edilar Ferreira \| | São José EC |
| Ferroviária                                                    | Cheftrainer: Douglas Onça | Cheftrainer: Jeferson Félix | São José EC |
| Ferroviária                                                    | 1:0 Paula Vicenzo (46.) | | São José EC |
| 30. März 2014 in Araraquara (Estádio Doutor Adhemar de Barros) | | |             |
| Ergebnis: 1:0 (0:0)                                            | | |             |
| Schiedsrichter: Edilar Ferreira                                | | |             |

### Rückspiel
| São José EC                                                 | São José EC | Ferroviária | Ferroviária |
| ----------------------------------------------------------- | --- | --- | ----------- |
| São José EC                                                 | \| 15. April 2014 in São José dos Campos (Estádio Joe Sanchez) \| \| Ergebnis: 1:0 (0:0), 4:5 i. E. \| \| Schiedsrichter: Regildenia de Holanda Moura \| | \| 15. April 2014 in São José dos Campos (Estádio Joe Sanchez) \| \| Ergebnis: 1:0 (0:0), 4:5 i. E. \| \| Schiedsrichter: Regildenia de Holanda Moura \| | Ferroviária |
| São José EC                                                 | Cheftrainer: Jeferson Félix | Cheftrainer: Douglas Onça | Ferroviária |
| São José EC                                                 | 1:0 Poliana Barbosa Medeiros (70.) | | Ferroviária |
| São José EC                                                 | Elfmeterschießen | | Ferroviária |
| São José EC                                                 | ? | ? | Ferroviária |
| 15. April 2014 in São José dos Campos (Estádio Joe Sanchez) | | |             |
| Ergebnis: 1:0 (0:0), 4:5 i. E.                              | | |             |
| Schiedsrichter: Regildenia de Holanda Moura                 | | |             |

## Beste Torschützinnen
| Rang | Spieler          | Klub          | Tore |
| ---- | ---------------- | ------------- | ---- |
| 1.   | Nenê             | Ferroviária   | 9    |
| 1.   | Ludmila Barbosa  | Ferroviária   | 9    |
| 2.   | Alanna Larissa   | AE Kindermann | 8    |
| 3.   | Raquel Fernandes | Ferroviária   | 7    |

## Gesamtklassement
Die Tabelle diente lediglich zur Feststellung der Platzierung der einzelnen Mannschaften im Wettbewerb. Vorrangiges Kriterium in der Sortierung hat das Erreichen der jeweiligen Runde. Darauf folgen:
1. Anzahl Punkte
2. Anzahl Siege
3. Tordifferenz
4. Anzahl erzielter Tore
5. Direkter Vergleich

| Pl. | Verein             | Sp. | S | U | N | Tore    | Diff. | Punkte |
| --- | ------------------ | --- | - | - | - | ------- | ----- | ------ |
| 1.  | Ferroviária        | 10  | 8 | 0 | 2 | 050:400 | +46   | 24     |
| 2.  | São José EC        | 9   | 5 | 2 | 2 | 012:700 | +5    | 17     |
| 3.  | SE Picos           | 11  | 5 | 3 | 3 | 018:800 | +10   | 18     |
| 4.  | Acadêmica Vitória  | 8   | 3 | 2 | 3 | 011:800 | +3    | 11     |
| 5.  | Tuna Luso          | 7   | 4 | 1 | 2 | 016:100 | +6    | 13     |
| 6.  | São Francisco EC   | 5   | 4 | 0 | 1 | 016:900 | +7    | 12     |
| 7.  | AE Kindermann      | 5   | 2 | 2 | 1 | 013:800 | +5    | 08     |
| 8.  | AA ESMAC           | 6   | 2 | 2 | 2 | 006:800 | −2    | 08     |
| 9.  | Duque de Caxias FC | 4   | 3 | 0 | 1 | 008:400 | +4    | 09     |
| 10. | EC Viana           | 4   | 2 | 1 | 1 | 005:400 | +1    | 07     |
| 11. | Rio Preto EC       | 3   | 2 | 0 | 1 | 009:300 | +6    | 06     |
| 12. | Caucaia EC         | 3   | 2 | 0 | 1 | 008:400 | +4    | 06     |
| 13. | EC Iranduba        | 4   | 2 | 0 | 2 | 008:500 | +3    | 06     |
| 14. | Sport Recife       | 4   | 2 | 0 | 2 | 007:170 | −10   | 06     |
| 15. | Neves FC           | 4   | 1 | 2 | 1 | 005:400 | +1    | 05     |
| 16. | CR Vasco da Gama   | 3   | 1 | 1 | 1 | 008:500 | +3    | 04     |
| 17. | Clube Jaó          | 2   | 0 | 1 | 1 | 003:400 | −1    | 01     |
| 17. | Botafogo FC (PB)   | 2   | 0 | 1 | 1 | 000:100 | −1    | 01     |
| 19. | Capital CF         | 2   | 0 | 1 | 1 | 002:400 | −2    | 01     |
| 20. | Foz Cataratas FC   | 1   | 0 | 0 | 1 | 000:300 | −3    | 0      |
| 20. | São Raimundo EC    | 2   | 0 | 0 | 2 | 000:300 | −3    | 0      |
| 22. | Santana EC         | 2   | 0 | 0 | 2 | 003:700 | −4    | 0      |
| 23. | Comercial-ES       | 1   | 0 | 0 | 1 | 001:500 | −4    | 0      |
| 24. | CER Atlântico      | 1   | 0 | 0 | 1 | 002:700 | −5    | 0      |
| 24. | EC Bahia           | 2   | 0 | 0 | 2 | 002:700 | −5    | 0      |
| 26. | Mixto EC           | 2   | 0 | 0 | 2 | 000:500 | −5    | 0      |
| 27. | AD Assermurb       | 1   | 0 | 0 | 1 | 000:600 | −6    | 0      |
| 27. | AA Estrela Real    | 1   | 0 | 0 | 1 | 000:600 | −6    | 0      |
| 27. | EC Espigão         | 2   | 0 | 0 | 2 | 000:600 | −6    | 0      |
| 30. | Monamy FC          | 1   | 0 | 0 | 1 | 000:800 | −8    | 0      |
| 31. | Comercial-MS       | 2   | 0 | 0 | 2 | 000:130 | −13   | 0      |
| 32. | UD Alagoana        | 2   | 0 | 0 | 2 | 000:220 | −22   | 0      |

## Saison 2014
- Campeonato Brasileiro de Futebol Feminino 2014
- Campeonato Brasileiro Série A 2014

## Weblink
- www.cbf.com.br – Saisonstatistik Copa do Brasil Feminino 2014.